# تاريخ لبنان
انظر: خط زمني لتاريخ لبنان
تاريخ لبنان قديم قدم البشرية ومثل كل بلاد المشرق العربي ذكر لبنان في أقدم الآثار المكتشفة في المنطقة. موقعه على ساحل البحر المتوسط وتوسطه للطرقات التجارية بين أوروبا وآسيا وأفريقيا جعله مرتعا لثقافات عديدة أعطته أهمية تاريخية. ومنذ القدم سكنته شعوب قدمت من الأراضي الداخلية ومن خلف البحار.
خلال توالي العصور، خضع لبنان لموجات من السيطرة الخارجية لشعوب ودول أتت من كل الأصقاع، ومنهم قدماء المصريين والآشوريون والبابليون والفرس والإغريق والرومان والعثمانيون والفرنسيون.
لبنان الحالي له طابع ثقافي عربي مطعم بتأثير غربي وفرنسي على الخصوص. ولفترة طويلة كان لبنان الدولة الوحيدة ذات الأكثرية المسيحية في الوطن العربي إلا أن الأكثرية المسيحية أخذت بالانخفاض أمام المسلمين مما جعل لبنان يمر بالعديد من الخضات السياسية من أجل السيطرة على مقاليد الحكم. وفي سنة 2005 قام تحالفان في لبنان يدّعي كلُّ منهما السعي لإيجاد صيغ لتعايش الطوائف والثقافات المختلفة بعيدا عن تأثير فكرة الأكثرية الطائفية، في ظل وجود مسلمين ومسيحيين في كِلا الحلفين.

## التاريخ القديم (ما قبل 636م)
هناك آثار تدل أن مناطق غربي آسيا ومنها لبنان كانت مستوطنة منذ العصر النياندرتالي. إلا أنه لا يوجد الكثير من الدراسات عن الإنسان الأول الذي عاش على السواحل الشرقية للبحر المتوسط الا البقايا العظمية والأدوات الحجرية التي دلت أنه سكن الكهوف. ودلت هذه الآثار أن هذا الإنسان كان أقرب إلى الغوريللا، قصير القامة وبدين الجسم، ثخين العظم مقوص الظهر، قصير الأصابع وغليظها. كان يعيش في الكهوف في جماعات قليلة وكان يأكل النباتات ولحم الحيوانات. وتدل الآثار أنه عاش منذ 180,000 عام.
يعود ذكر تاريخ لبنان المدون إلى 5000 سنة. وكان سكان هذا الساحل الشرقي للبحر الأبيض المتوسط من الكنعانيين الساميين من سام بن نوح. دعا الإغريق سكان هذه المناطق بالفوينيكوس (phoinikies) والتي تعني البنفسجيين وذلك نسبة للون البنفسجي الذي طغى على ألبستهم وللصباغ الأرجواني الذي اشتهروا به. وهكذا عرفوا بالفينيقيين في الآثار القديمة. كما سمي أهل مناطق البقاع بالأمور نسبة إلى الشعوب الأمورية التي أتت من جزيرة العرب واستوطنت بادية الشام.
إلا أن أهالي هذه البلاد أطلقوا على أنفسهم اسم «تجار من صيدا» وعلى بلادهم اسم «لبنان» بسبب موقعه وطبيعته.

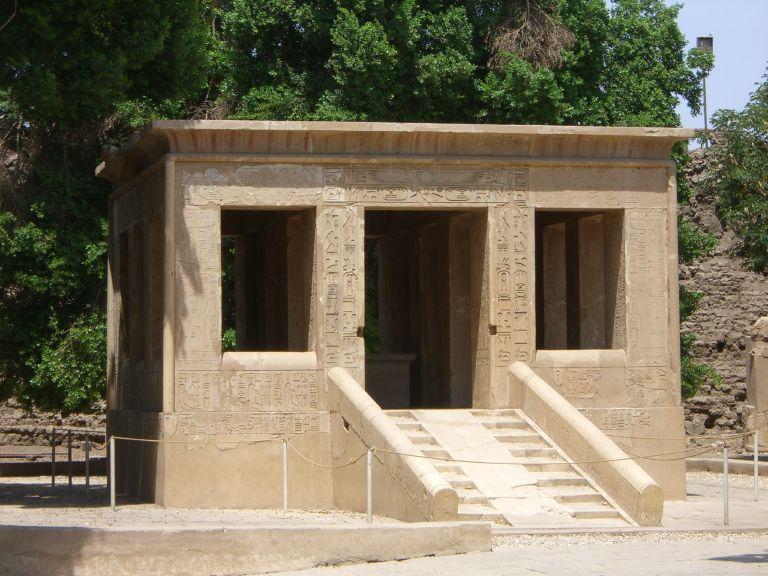
قدس الأقداس الأبيض بالكرنك

خلال الفترة الفينيقية، كانت شعوب غرب آسيا مؤلفة من ممالك مستقلة في كل مدينة ساحلية. وكانت كل مدينة تشتهر بحسب صنعة أبنائها. فمدينتا صيدا وصور اشتهرتا بالتجارة البحرية. أما مدينة جبلا التي اشتهرت ببييلوس (واليوم تعرف بمدينة جبيل) فاشتهرت بمراكزها الدينية وتجارتها مع مصر القديمة ما بين 2686ق.م و 2181 ق.م بحيث صدّرت خشب شجر الأرز وزيت الزيتون والنبيذ واستوردت الذهب من وادي النيل. واشتهرت مدينة بيريتوس (الاسم الإغريقي لبيروت) بتجارتها ومراكز العبادة.

### المصريون القدماء
خلال مطاردة المصريين للهكسوس في عهد الدولة الحديثة الفرعونية في مصر، ضم تحتمس الثالث للسيادة المصرية الساحل الشرقي للبحر المتوسط بالكامل، بالإضافة إلى المدن الفينيقية، مؤسسًا بذلك أول إمبراطورية في التاريخ تمتد من تركيا شمالا إلى الصومال جنوبا، والعراق شرقا، وليبيا غربا.

### الفينيقيون
وبنهاية القرن الرابع عشر ما قبل الميلاد، ضعفت الدولة الحديثة مما أعطى الفينيقيين الفرصة ليستقلوا عنهم في بداية القرن 12 ق.م. وبقي استقلال الفنيقيين للعقود الثلاث التي تلت، فازدهرت المنطقة وفرضت وجودها التجاري على حوض المتوسط.
في هذه الفترة، استعمل الفينيقيون أحرفا أبجدية لتسهيل تجارتهم ومخاطبتهم للشعوب الأخرى. وهذه الأحرف اعتمدت على ترميز مخارج الأصوات بدلا من تصور للمعاني التي كانت معتمدة في الكتابة في ذلك الزمن. وعلَّم الفينيقيون الكتابة لشعوب البحر المتوسط مستعملين أحرفهم فيما عرف بالأحرف الأبجدية.
وفي هذه الفترة وسّع الفينيقيون تجارتهم لتشمل، بالإضافة إلى النسيج، المعادن والزجاج، حيث كانوا قد برعوا في تشكيل المعادن وتشكيل الزجاج وفي الملاحة البحرية. كما أسسوا المستعمرات في حوض المتوسط مثل قبرص ورودوس وكريت وقرطاجنة. كما دارت سفنهم حول القارة الإفريقية الآف السنين قبل البحارة البرتغاليين. واستمر ازدهار الشعب الفينيقي حتى الغزو الأشوري.

### الآشوريون
استولى الآشوريون (875 - 608 ق.م) على الساحل الشرقي للمتوسط وقضوا على ازدهار الفينيقيين. حاول سكان صور وبيبلوس الانتفاضة على حكم الآشوريين في القرن 8 ق.م، إلا أن تغلث فلاسر أخضعهم وفرض جزية قاسية. وحاولت صور الانتفاضة ضد سرجون الثاني إلا أنه أخضعها في سنة 721 ق.م. وقام آسرحدون (681ق.م) بتدمير وسبي سكان صيدا وبناء مدينة جديدة على أنقاضها.

### البابليون والفرس
بنهاية القرن الثامن ق.م ضعف الأشوريون مما سمح للبابليين بالقضاء عليهم وإنشاء دولة قوية في بلاد ما بين النهرين. وخلال الحكم البابلي، قاومت مدينة صور لمدة 13 عاما حصارا قويا من قِبل نبوخذنصرالبابلي قبل أن يفتحها ويأسر أهلها.
أنهى الفرس الأخمينيون حكم البابليين في عهد قورش مما جعل الفينيقيين يخضعون لهم. وساند الفينيقيون الفرس بحروبهم ضد الإغريق وخاصة باستعمال مراكبهم في المعارك البحرية. إلا أنهم انتفضوا على دارا الأول بسبب مآسي الجزية المفروضة عليهم.

### حكم الأغريق
عند انتصارات الملك الإغريقي الاسكندر المقدوني على الفرس في عام 333 ق.م، رحب الفينيقيون به فاتحا لبلادهم. إلا أن أهل صور رفضوا طلبه لتقديم ذبائح في معبد ملكارت مما دفعه لتدمير الجزيرة بعد 8 أشهر من الحصار. تأثر الفينيقيون كثيرا بالثقافة الإغريقية مما أعطاهم طابعا مختلفا عن بقية شعوب المنطقة. بعد موت الإسكندر، تبع الفينيقيون الدولة السلوقية. إلا أن المنطقة تأثرت بالنزاعات بين القادة الإغريق.

### نزوح بني عاملة إلى لبنان
وفي القرن الثالث ما قبل الميلاد، وقعت حادثة سيل العرم وانهيار سد مأرب وضياع مملكة سبأ المعروفة في التاريخ. وبسبب هذه الكارثة، هاجرت قبيلة عاملة بن سبأ بن يشجب بن قحطان من اليمن إلى أطراف الشام فيما عرف بجبل عامل. وهي منطقة الهضاب في جنوب لبنان المشرفة على البحر المتوسط وفلسطين وعرف سكانها باسم أهل جبل عامل أو بالعامليين.

### الرومان
في سنة 64 ق.م أنهى القائد بومبي حكم السلوقيين وضم المدن الفينيقية لحكم الرومان. ونعمت المدن الفينيقية بازدهار اقتصادي وفكري وثقافي. كما مَنح الرومانيون أهل مدن صيدا وصور وبيبلوس المواطنية الرومانية. كما بنى الرومان الصروح والهياكل مثل معبد بعلبك ودار الحقوق والحمامات العامة في بيروت والهياكل في صور. وازدهرت التجارة حيث صدَّر الفينيقيون خشب شجر الأرز والعطور والمجوهرات والنبيذ وعبَّدوا الطرق.

### البيزنطيون
في سنة 395 م تبعت بلاد الشام (بما فيها منطقة لبنان) الدولة البيزنطية فتواصل ازدهارها لقرن كامل. وفي القرن السادس الميلادي ضربت البلاد زلازل دمرت العديد من معالمها كهيكل بعلبك ومدرسة الحقوق في بيروت وقتل 30,000 من سكانها.

### الموارنة
في عهد البيزنطيين، حصل صراع بين المسيحيين حول طبيعة السيد المسيح. وكان القديس مارون من أشد المقاومين لعقيدة الطبيعة الواحدة واتفقوا مع ثوابت المجمع الخلقيدوني الذي انعقد عام 451م. أدى هذا الاختلاف إلى مجازر عنيفة انتهت بمقتل أكثر من 3300 راهب ماروني في ديرالقديس مارون وأفاميا. دفعت هذه المجازر إلى هروب أتباع القديس مارون جنوبا إلى مرتفعات جبال لبنان الشمالية التي أمنت لهم حماية طبيعية. ومذاك الوقت استوطن الموارنة جبال لبنان الوعرة وبنوا الأديرة في صخوره.

### الجراجمة
في نفس فترة انتقال الموارنة إلى لبنان، تواجد في لبنان قوم سموا بالمردة. اختُلف على نسبهم فهناك من قال أنهم من الجراجمة ومنهم من نسبهم إلى الموارنة الذين نزحوا إلى تلك الجبال. إلا أن ما اتفق عليه أن المردة كانوا مقاتلين شديدي البأس مرهوبي الجانب عاشوا في لبنان وجعلوه حصينا.

## العصر الإسلامي (636م-1920م)
قامت الفوضى في منطقة لبنان بسبب الزلازل والجزية القاسية والاختلافات الدينية في القرن السادس الميلادي مما أضعف الدولة البيزنطية وفتح البلاد أمام المسلمين القادمين من الجزيرة العربية. أرسل أبو بكر الصديق قواته لفتح بلاد الشام. وفي سنة 636م دحر القائد الإسلامي خالد بن الوليد القوات البيزنطية في معركة اليرموك مما فتح له بلاد الشام ومنها لبنان.

### العهد الأموي
بعد انتصار معركة اليرموك، عُيٍّن معاوية الأموي حاكما على سوريا والتي كانت تشمل لبنان. طلب معاوية من أهل لبنان بناء السفن من أجل مواجهة آلة الحرب البحرية البيزنطية كما أوقف غزوات المردة الأقوياء في جبال لبنان الذين ناصروا الروم بعد معاهدة صلح مع البيزنطيين ودفع الجزية لهم. خلال هذه الفترة، استوطنت العديد من القبائل العربية مناطق ساحل لبنان للحد من التدخل البيزنطي. كانو اللمعيون أول القبائل العربية التي استقدمت إلى لبنان، وسكنوا كفر سلوان.

#### تشيُّع أهل جبل عامل
تذكر بعض المصادر الشيعية أنه في عهد الأمويين، تشيع أهل جبل عامل على يد أبي ذر الغفاري الذي نفاه معاوية إلى جبل عامل. ومنذ ذلك الحين سمي أهل جبل عامل بالمتاولة أحد أهم أسماء الشيعة الإمامية وهي جمع متوالي، وهي مشتقة على القياس من توالى، أي تتابع، أو مشتقة على غير القياس من كلمة تولى أي اتخذ وليّا. من الجدير ذكره أن أهل جبل عامل يعود نسبهم إلى قبيلة عاملة اليمنية وهم من أقدم من سكن لبنان.

### العهد العباسي
استولى العباسيون على الحكم من الأمويين سنة 750م وضموا لبنان لحكمهم. في بداية هذا العهد، استوطن الإرسلانيون في لبنان عام 756م. فرض العباسيون ضرائب قاسية على لبنان مما دفع اللبنانيين للقيام بالعديد من الانتفاضات. وفي القرن العاشر أعلن الأمير الصوري الأمير الصوري علاقة استقلاله عن العباسيين إلا أن حكمه انتهى مع استيلاء الفاطميين على الحكم.

### تأثير الحكم العربي
<!(بحاجة للترتيب والازادة)>
- سبَب التنوع الحضاري
- ملجأ للمضطهدين
- بدء حضور الموارنة إلى قاديشا
- لجوء الملكيين
- تحول إلى غريغ أورثوذكس
- نشوء الدروز
- انتشار الفلسفة والآداب والعلوم (في عهد هارون الرشيد)

من علماء لبنان: الطبيب رشيد الدين والفقهي العوضي والفيلسوف قسطا بن لوقا
- ازدهار مينائي صور وطرابلس
- كان الحكم العربي في لبنان لينا مع المسيحيين واليهود. فرض عليهم الضرائب ولكنه أعفاهم من الخدمة العسكرية.

### الصليبيون
خلال الحملات الصليبية (1096 م - 1291 م)، أبدى الصليبيون اهتماماً بمدن ساحل لبنان وسيطروا عليها تدريجياً. فبعد تأسيس مملكة بيت المقدس في مدينة القدس توجهوا لطرابلس واستولوا عليها في عام 1109م. ثم على بيروت وصيدا في عام 1110 م. وأخيراً صور عام 1124م. خلَّف الصليبيون وراءهم العديد من القِلاع في لبنان مثل قلعة طرابلس وقلعة شقيف وقلعة سان جيل.
خلال هذه الحملات، تجاوب الموارنة مع ثقافة الصليبيين وتحولوا إلى مرجعية البابا في روما بعدما كانوا يخالفونه الرأي والمعتقد.
وبما أن الفرنسيين كانوا يشكلون عصب الحملات الصليبية بدأت العلاقات المارونية-الفرنسية تتوطد منذ ذلك الحين ولا سيما بعد مجيء ملك فرنسا القديس لويس التاسع إلى الشرق.

### المماليك
تمحور القرن الثالث عشر الميلادي بالصراعات بين الصليبيين من الشمال (أوروبا) والمغول من الشرق (أي هضاب آسيا) والمماليك من الجنوب (أي من مصر) والتي انتهت بغلبة المماليك.
كان المماليك عبيد أحضرهم الأيوبيين من جبال القوقاز بين بحر قزوين والبحر الأسود. استولوا على الحكم من الأيوبيين وحكموا لبنان لقرنين من الزمن. ما بين القرنين ال11 وال 13 ميلادي، استوطن شيعة سورية والعراق والجزيرة العربية مناطق شمال البقاع وكسروان والجبال شمالي بيروت. انتفضوا الشيعة والدروز على المماليك عام 1291 مستغلين انشغالهم بالحروب مع الصليبيين. وفي عام 1308 استعاد المماليك السيطرة عليهم مما أجبر الشيعة على ترك منطقة كسروان والنزوح إلى جنوب لبنان.
وخلال العصر المملوكي انتعشت تجارة مدينة بيروت وأصبحت من أهم موانئ التجارة بين أوروبا والوطن العربي. وفي هذه الفترة، أتت القبائل العربية التالية واستوطنت مناطق وادي التيم وساحل بيروت والشوف: الشهابيون، التلحوقيون، المعنيون وآل نكد.

#### أسر حكمت أجزاء من لبنان في ظل العهد المملوكي
- آل بشارة
- آل سودون
- آل الحنش
- آل معن
- آل حرفوش: إن أول إشارة لهم وردت في يوميات الرحالة المملوكي ابن طوق عام 1480م، عن كتاب التأسيس لتاريخ الشيعة، جعفر المهاجر ص 113.[15] كما ورد اسم ابن الحرفوش كنائب عن بعلبك في حوادث سنة 903هـ 1497م، فكان في عداد المشاركين في حصار دمشق مع الدوادار أقبردي الذي ناصره من المقدمين شيخ بلاد نابلس حسن إسماعيل، ونائب بعلبك ابن الحرفوش، ومقدم الزبداني ومقدم التيامنة ابن بشارة[16][17]، ومنذ ذلك التاريخ حتى وقت مبكر من النصف الثاني من القرن التاسع عشر، ستبقى سلالة هذا النائب بارزة في جميع التطورات التي شهدتها مدينة بعلبك وبلادها[18]، وبذلك تكون مدة حكمهم تزيد عن ثلاثة قرون ونصف القرن من عام 1480م حتى 1865 م تاريخ القبض على الأمير سلمان [19] ،

## لبنان الحديث (1516-1918)

### الحكم العثماني
في عام 1516 سيطرت جيوش السلطان سليم الأول على لبنان وعلى المناطق الجبلية من سوريا وفلسطين، وعهد بإدارة هذه المناطق لفخر الدين المعني الأول وهو أمير من الأسرة المعنية الذي قدم الولاء للباب العالي. ولقد أزعجت الأتراك محاولاته التي كانت ترمي إلى التملص من دفع الجزية. فقرروا بسط النفوذ المباشر على البلاد، ولكن ملاك الأراضي والفلاحين اللبنانيين على السواء قاوموا ذلك، وفي عام 1544 توفي فخر الدين في بلاط باشا دمشق مسموما، وكذلك قتل ابنه قرقماز في عام 1585 أثناء قتاله للعثمانيين.

عام 1590 اعتلى فخر الدين الثاني نجل قرقماز السلطة، وكان سياسيا ماهرا حتى وصف بأنه تلميذ لميكافيلي، حيث كان يتقنع بأقنعة الدرزية والمسيحية بحسب حاجته، فقام بدفع الجزية للسلطان وتقاسم معه الغنائم الحربية، فعينه السلطان والياً على جبل لبنان والمناطق الساحلية التابعة له، وكذلك قسم كبير من سوريا وفلسطين.

#### أسر حكمت أجزاء من لبنان في ظل الحكم العثماني
- آل علي الصغير
- آل حرفوش (1480م- 1866م): حكام بلاد بعلبك ينتهي نسبهم إلى حرفوش الخزاعي، من خزاعة العراق، سار جدهم مع سرايا الفتوح واستقر في غوطة دمشق. ولما توجه أبو عبيدة بن الجراح إلى بعلبك عقد للخزاعي راية بقيادة فرقة.[20] حيث دانت بعلبك وقراها بعد ذلك لحكم الامراء بني الحرفوش وهم عائلة من الشيعة.[21] امتد نفوذ هذه العائلة من حماة حتى صفد، ومارست تأثيراً مباشراً في ولايات حلب ودمشق وطرابلس.[22] كما ذكر البطريرك مار إسطفان الدويهي في كتابه تاريخ الأزمنة أن حكمهم وصل إلى تدمر بسوريا.[23][24] وهذه العائلة حكمت قسماً كبيراً من لبنان، وربما القسم الأكبر مساحة وسكاناً وجباية[25]، بالإضافة إلى المناطق الوسطى من سوريا في فترات كثيرة. وبرز منهم ساسة وأعلام في الفقه والشعر، وخلفوا آثارا ما تزال باقية من القلاع والحصون والمرابط والمساجد والأوقاف. وكان الأمراء الحرافشة يقومون (بالإضافة إلى مهامهم في الحكم) بالولاية الشرعية عليها. وقد غاب ذكر هذه العائلة في التاريخ الرسمي للبنان مع أن تاريخها استمر أكثر من أربعماية عام[26] ويقول البروفسور ستيفان ونتر إزاء هذا التجاهل إن تاريخ أمراء الدولة العثمانية الشيعة هو البديل للروايات الشائعة، عن الملجأ الدرزي الماروني الجبلي، الذي أصبح فيما بعد لبنان، وهو يتحدى المرويات اللبنانية في جوانب مختلفة.[27] .... إن غموض الصورة التاريخية في لبنان يعود إلى أن المؤرخين المحليين طلبوا من وقائع التاريخ أن تشهد بأن هوية هذه المناطق تعود إلى الدروز والموارنة لا إلى الطارئين.[28]
- آل منكر
- آل معن
- آل شعيب
- الأسرة الشهابية: ضم بشير الثاني (1795 - 1840) جبيل في الشمال ووادي البقاع إلى حكمه. وفي 1819 عين حاكم جديد في عكا هو عبد الله باشا، الذي فرض جزية كبيرة على لبنان، فثار الفلاحون ورفضوا دفع الضرائب لبشير الثاني ولم يستطع جمع المبلغ المطلوب، ولم يستطع السيطرة على الأوضاع إلا بمساعدة الشيخ جنبلاط. في عام 1822 هرب بشير إلى مصر واستلم الجنبلاطيون الزمام الفعلي للأمور. ولكن بشير ما لبث أن عاد ونكل بآل جنبلاط وآل أرسلان، وفي عام،1831 لدى وقوع لبنان في سيطرة محمد علي، كان بشير حليفا وتابعا له حتى عام 1840 حيث اضطر لمغادرة لبنان حيث قامت ثورة فلاحية ضده وضد الحكم المصري. عاد ملاك الأراضي الدروز بعد عزل بشير الثاني، فقاومهم الموارنة الذين كانوا قد حلّوا في بعض أراضي الدروز، فتدخلت القوى الأجنبية ودعم الفرنسيون الموارنة ودعم الإنجليز الدروز. وفي أكتوبر 1841 قام الإقطاعيون الدروز بانتفاضة ضد بشير الثالث الذي عينه الباب العالي، وحصلت مجازر متبادلة، فكانت الغلبة للدروز وسيطروا على جنوب لبنان.أرسل الحاكم العثماني قواته إلى لبنان فعزل بشير الثالث وتحولت امارة لبنان إلى ولاية عثمانية عادية وعين عمر باشا واليا عليها. قمع عمر باشا الدروز فأرسل ثمانية من شيوخ الدروز إلى بيروت وعاد الموارنة الذين هربوا من المناطق الجنوبية بعد أحداث 1841. تدخلت القوى الأجنبية في لبنان مرة أخرى، وأجرى الحاكم التركي استفتاء في صيف 1842 أظهر أن الموارنة يريدون إمارة لبنان بحاكم من إسرة الشهاب وأظهر الدروز رغبتهم بالحكم التركي المباشر، ولكن ما لبثوا أن انتفضوا في أكتوبر 1842 مطالبين بإطلاق سراح الشيوخ واستقالة عمر باشا، فسحق عمر باشا الانتفاضة وأحرق قصر آل جنبلاط.
- آل جنبلاط
- الحماديين
- آل سيفا

#### عهد القائمقامتين

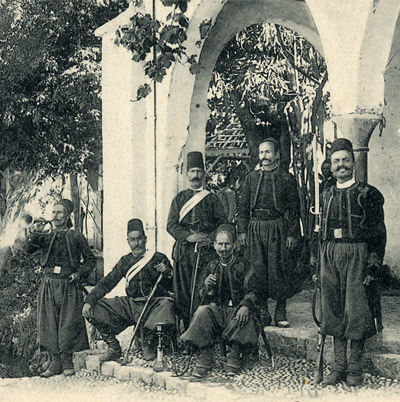
جنود لبنانيون من أيام المتصرفية

كان التوزيع الطائفي للبنان غير متجانس، فكان في القسم الشمالي (كسروان) كان كل السكان تقريبا من الموارنة، وفي الوسط (المتن) كان الموارنة يشكلون الأغلبية الساحقة مع وجود بعض القرى الدرزية، وفي الشوف كان الفلاحون خليطا من الدروز والموارنة، أما الإقطاعيون في الشوف فكانوا من الدروز، وقام الحكم العثماني بتوزيع الوظائف بين قائمقامين على أساس طائفي، ووقعت كسروان تحت سلطة قائمقام ماروني، بينما اعتبرت بقية المناطق «مناطق مختلطة»، واعتبر مسيحيو المناطق المختلطة بأنهم يجب أن يخضعوا بصورة مباشرة لقائمقام مسيحي، وأصر الإقطاعيون الدروز بأنه لا يمكن وجود سلطتين في مكان واحد، وأن موارنة الشوف يجب أن يخضعوا لقائمقام درزي، وحمي وطيس الخلاف حتى اقترح القنصل الفرنسي في سبتمبر 1844 تعيين عمدتان أو وكيلان في كل قرية مختلطة، واحد للمسيحيين وآخر للدروز، وخضع الموارنة في الشوف للقائمقام الدرزي، إلا أنه كان بإمكانهم تقديم الشكاوى ضد أعماله إلى القائمقام المسيحي بواسطة وكيلهم، وبتعيين قائمقام درزي في الشوف، عاد شيوخ الدروز إلى إقطاعياتهم، وبدأ الفلاحون الموارنة بالانتفاضة على الإقطاعيين الدروز بقيادة لجنة سرية في دير القمر في مايو 1845، ولكن الانتفاضة شملت عامة الدروز ولم تنحصر في الإقطاعيين فبدأت موجة من المذابح والمذابح المعاكسة بين الطائفتين، ووقف الباب العالي العثماني إلى جانب شيوخ الدروز، وكنتيجة لذلك امتدت الانتفاضة إلى شمال لبنان حيث هب الفلاحون الموارنة ضد الطبقة الحاكمة (المارونية كذلك) في الشمال وعمت الانتفاضة جميع لبنان وأخليت العديد من القرى الدرزية والمارونية، ولكن الثورة قمعت قبيل خريف 1845، ووضع نظام جديد للحكم بمشاركة القناصل الأجانب، لم يلغ ازدواجية سلطة القائمقامية وازدواج الوكلاء في القرى، بل وأضاف له مجلس لدى القائمقام له وظائف قضائية ويملك الحق في الإشراف على توزيع وجباية الضرائب، ويكون مكون من عشرة اشخاص، مارونيين ودرزيين وسنيين واثنان من الروم الأرثوذكس وإثنين من الروم الكاثوليك، مما عمق الخلافات الدينية وأعطى ذريعة لتدخل الدول الأجنبية للتدخل بشؤون لبنان بشكل دائم.

#### انتفاضة الفلاحينبكسروان1858-1860وأحداث الستينات 1860

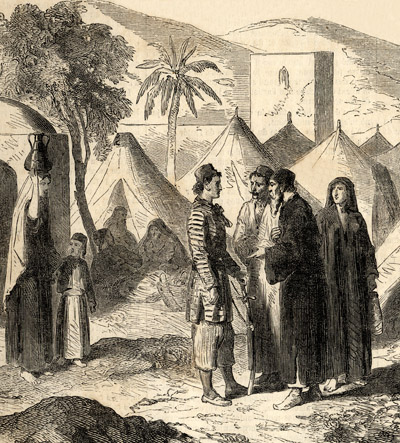
مخيم للاجئين مسيحيين خلال أحداث 1860

ثار الفلاحون اللبنانيون الموارنة بشكل خاص على الإقطاعيين اللبنانيين، وقاد الثورة طانيوس شاهين وهو بيطري حداد وشملت مناطق كسروان والمتن والفتوح وكانت خلعت السلطة الإقطاعية بالكامل وأحلت محلها نظام شعبي بقيادة طانيوس شاهين، ومرة أخرى امتدت الانتفاضة لتشمل الموارنة في مناطق الإقطاع الدرزية، فبدأ الإقطاعيون الدروز بتسليح فصائل المتطوعين الدروز مرة أخرى، وفي 1860 تحولت الانتفاضة إلى مذبحة شاملة جديدة، ففي 22 مايو أطلقت مجموعة من الموارنة النار على دروز عند بوابة بيروت، فقتل درزي وجرح اثنان فبدأت موجة جديدة من الحرق والذبح المتبادل في جميع أنحاء لبنان، ودمرت في الفترة بين 29 و31 أيار/مايو فقط حوالي 60 قرية في ضواحي بيروت، وامتدت الاضطرابات في حزيران/يونيو إلى المناطق المختلطة في الجنوب والجبل الشرقي، وحاصر الدروز أثناء الأحداث أديرة وارساليات كاثوليكية فأحرقوها، وامتدت الأحداث إلى دمشق حيث حصلت مذبحة ضد المسيحيين، وحتى بعلم ومساهمة من الجنود الأتراك في الفترة بين 9 و 11 تموز/يوليو، وتكبد كل من المسيحيين والدروز وبقية الطوائف الإسلامية خسائر فادحة.

#### الحملة الفرنسية
بروتوكول 1861 ونظام المتصرفية
قامت فرنسا التي كانت تعتبر الموارنة من رعاياها بشن حملة عسكرية لإعادة المسيحيين الذين هجروا من القرى الدرزية إلى قراهم، وقامت باعتقال عدد من الدروز ونفيهم إلى أماكن خارج لبنان، وبالاتفاق مع السلطنة العثمانية أقر بروتوكول 1861 الذي يقضي بتقسيم جبل لبنان إلى قائم ماقميتين واحدة درزية والأخرى مارونية الأمر الذي سبب مشاكل لصعوبة الفرز كون الكثير من القرى مختلطة، فكان الاتفاق على نظام المتصرفية الذي يقضي بتعيين متصرف مسيحي من خارج لبنان ويعاونه مجلس المتصرفية الذي يتكون من دروز وموارنة.

#### المجاعة في لبنان
حصلت مجاعة بين الأعوام 1915 و1918 ضربت مناطق واسعة من سوريا العثمانية، منها ولاية بيروت، ومتصرفية جبل لبنان وذلك خلال الحرب العالمية الأولى، مدعومة بإهمال جمال باشا السفّاح الحاكم العسكري على سوريا، بنتيجة مصادرة المحاصيل والأملاك لخدمة المجهود الحربي، وهروب الشباب من الأراضي الزراعية في الريف إلى المغترب هربًا من التجنيد الإجباري، وظهور أسراب الجراد «حتى غطت أسرابها قرص الشمس». وراح ضحيتها عشرات الآلاف، أما في جبل لبنان فمات ثلث السكان بالمجاعة.

#### اتفاقية سايكس بيكو
اقتسمت بريطانيا وفرنسا المشرق العربي (سوريا والعراق)، ووقع لبنان وسوريا تحت الاستعمار الفرنسي الذي قسم سوريا إلى الأقطار الأربعة المعروفة اليوم بسوريا ولبنان والأردن وفلسطين.

## الانتداب الفرنسي (1920-1946)

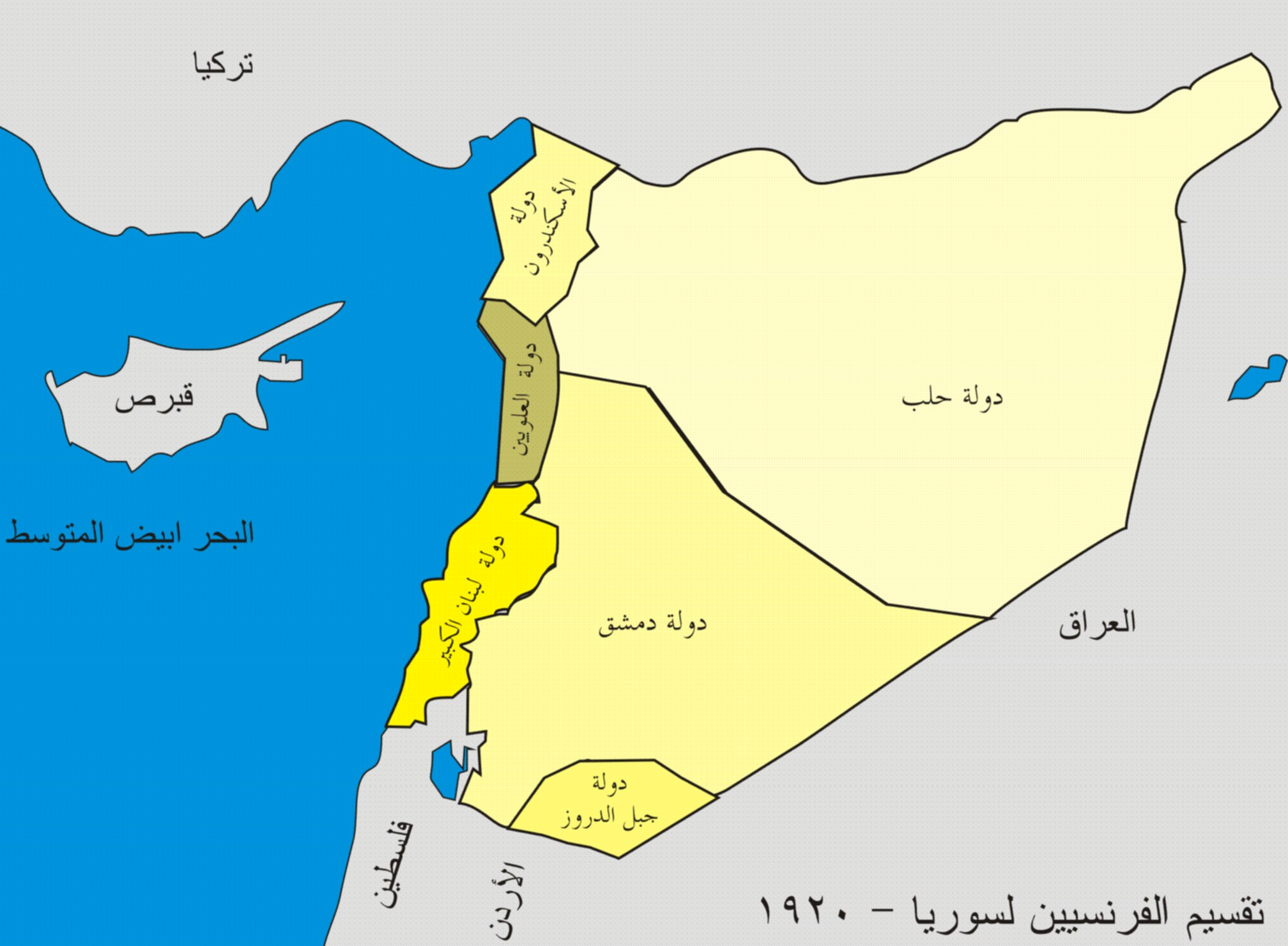
تقسيم الانتداب لبلاد الشام عام 1920

أثناء الحرب العثمانية الإيطالية، وصلت السفن الحربية الإيطالية عام 1912 إلى مقربة من بيروت وأطلقت نيرانها على السفن الراسية في الميناء، مما سمح لفرنسا بالإعلان أن لها مصالح خاصة في سوريا ولبنان وأنها لن تتخلى عن مواقعها التقليدية فيهما ولا عن حقها بالدفاع عن مصالحها. وسنة 1918 أعلنت عصبة الأمم فرض الوصاية على البلاد التي انتزعت من الدولة العثمانية فيما عرف بالانتداب. وكان هدف الانتداب مساعدة الدول على النهوض وتأسيس القوانين لإنشاء دول حديثة. وبحسب تقسيم اتفاقية سايكس بيكو انتدبت فرنسا للإشراف على منطقة سورية والتي شملت لبنان.
في هذه الأثناء قام الملك فيصل بإعلان المملكة العربية وعاصمتها دمشق. اندفع مسلموا الساحل اللبناني للمطالبة بالانضمام للدولة العربية.

### مؤتمر فرساي
في عام 1919 م عقد مؤتمر فرساي الذي حدد توزيع المناطق العثمانية على المستعمرين الجدد وهم بريطانيا وفرنسا. ذهب البطريرك الحويك إلى المؤتمر طالبا استقلال لبنان بينما كان الأمير فيصل يتفاوض في المؤتمر على تأسيس المملكة العربية على جميع البلاد جنوبي تركيا بما فيها لبنان. وبطبيعة الحال، أراد مسلمو لبنان الانضمام إلى المملكة العربية.

### دولة لبنان الكبير
و في أيلول/سبتمبر من عام 1920 أعلن الجنرال غورو قيام دولة لبنان الكبير معلنا بيروت كعاصمة لها. وتمثل علم الدولة في دمج علمي فرنسا ولبنان معاً. ووصفت الدولة الجديدة باسم لبنان الكبير على أساس ضمّ إليه ولاية بيروت مع أقضيتها وتوابعها (صيدا وصور ومرجعيون وطرابلس وعكار) والبقاع مع أقضيته الأربعة (بعلبك والبقاع وراشيا وحاصبيا)، فاتسعت مساحته من 3500 كلم مربع إلى 10452 كلم مربع، وازداد سكانه من 414 ألف نسمة إلى 628 ألفاً

وفي 23 مايو/أيار من عام 1926 أقر مجلس الممثلين الدستور وأعلن قيام الجمهورية اللبنانية.
وفي عام 1926 أنشأ الفرنسيون الجمهورية اللبنانية، والتي تعبر بداية التاريخ الحديث للبنان وانتخب شارل دباس كأول رئيس للبنان.

### اللبنانيون والصراع من أجل الاستقلال

#### معارضة المسلمين
كان مسلمو «دولة لبنان الكبير» قد رفضوا، في اكثريتهم، الدولة والكيان الوطني اللبناني، عند نشوئه لثلاثة أسباب هي:
- 1ـ ان الدولة الجديدة جعلت منهم أقلية، وهم الذين كانوا جزءا من الأكثرية المسلمة الحاكمة في العهد العثماني.
- 2ـ لأن أمنيتهم، بعد الانسلاخ عن السلطنة العثمانية، كانت الانضمام إلى «دولة عربية»، برئاسة الأمير فيصل، تضم «سوريا الكبرى» أي سوريا الحالية ولبنان وفلسطين والأردن والعراق.
- 3ـ لأنهم كانوا رافضين للانتداب الفرنسي على اعتبار انه حكم دولة أوروبية أجنبية.

لم تعترف الحركة الوطنية السورية وممثلوها في لبنان من الزعماء السياسيين المسلمين، بالكيان اللبناني. وفي المفاوضات بين الحكومة الفرنسية والحركة الوطنية السورية في مطلع الثلاثينات، اشترطت فرنسا ان تسلم الحركة الوطنية السورية بالكيان اللبناني لقاء توقيع معاهدة تعترف فيها فرنسا باستقلال سوريا ولبنان. ولقد قبل ممثلو الحركة الوطنية هذا الشرط الأمر الذي أحدث تصدعا في صفوف السياسيين المسلمين «الوحدويين» في لبنان، وراح بعضهم «يتلبنن» مثل خير الدين الأحدب والبعض الآخر يبحث عن صيغة للتوفيق بين ولائه «القومي العربي»، وبين اعترافه بالكيان اللبناني مثل رياض الصلح
 وبشارة الخوري. ومن عام 1930 إلى عام 1943، راحت «صيغة» رياض الصلح/بشارة الخوري وغيرهم من طلاب الاستقلال ـ تتبلور، إلى ان تحولت إلى ما سمي بالميثاق الوطني اللبناني، وهو يقوم على المعادلة التالية: من أجل بلوغ الاستقلال، على المسيحيين ان يتنازلوا عن مطلب حماية فرنسا لهم، وأن يتنازل المسلمون عن طلب الانضمام إلى الداخل السوري ـ العربي.

#### ثورة بشامون

تمثال رياض الصلح

في بداية الحرب العالمية الثانية وبعد أن بدأت فرنسا تسترسل بالطغيان والسيطرة على المراكز الحساسة مما جعل الحكومة اللبنانية سنة 1943 تتقدم إلى المفوضية الفرنسية مطالبة بتعديل الدستور بما ينسجم مع الأوضاع. وكان هذا الطلب بدعم من البريطانيين الذين حكموا فلسطين والأردن والعراق. وفي 21 أيلول من السنة نفسها فاز الشيخ بشارة الخوري وأصبح رئيسا للجمهورية وألف حكومته رياض الصلح وأعلنوا الاستقلال التام وحولت مشروع تعديل الدستور إلى المجلس النيابي واعتبر هذا القرار تحديا "ساخرا" للمفوض السامي مما جعله يأمر بتعليق الدستور وأرسل ضباطا" إلى رئيس الجمهورية فاعتقلوه مع رياض الصلح وبعض الوزراء والزعماء الوطنيين مثل عادل عسيران، كميل شمعون، عبد الحميد كرامي وسليم تقلا وحجزوهم في قلعة راشيا. عندها قام رئيس المجلس النيابي آنذاك صبري حمادة وبعض النواب باجتماع مصغر في قرية صغيرة هي بشامون وألفوا حكومة مؤقتة ورفع العلم اللبناني الذي تكون من ثلاث أقسام الأحمر، الأبيض وفي الوسط ضمن اللون الأبيض شجرة أرز خضراء. وقد أدى هذا النضال إلى استقلال لبنان بتاريخ 22 تشرين الثاني 1943 وبعد ذلك دعم نفسه لبنان بانتسابه إلى جامعة الدول العربية سنة 1947 ثم تم انتسابه إلى هيئة الأمم المتحدة في نفس السنة.

## استقلال لبنان (1946 إلى الآن)
أعلن استقلال لبنان عن فرنسا في 22 نوفمبر 1943 وتم الاعتراف به في 1 يناير 1944. وانسحبت القوات الفرنسية في 1946، وتميز تاريخ لبنان منذ الاستقلال بتقلبات سياسية متكررة وفترات من الاستقرار والتزعزع المتوالية.

### حرب 1948
شارك الجيش اللبناني في حرب عام 1948 ضد القوات الإسرائيلية، والتي اندلعت عقب إعلان قيام دولة إسرائيل. أدت الحرب إلى تهجير مئات الآلاف من الفلسطينيين إلى الدول العربية المجاورة، ومن بينها لبنان، حيث لجأوا إلى مخيمات اللاجئين المنتشرة في مختلف المناطق اللبنانية، وخصوصًا أولئك الذين كانوا يقطنون المناطق القريبة من الحدود. توقفت العمليات القتالية في 7 كانون الثاني/يناير 1949، ووُقّعت اتفاقيات الهدنة بين إسرائيل والدول العربية في الفترة الممتدة بين 24 شباط/فبراير و20 تموز/يوليو 1949، ورُسِم بموجبها خط الهدنة المعروف بـ«الخط الأخضر».

### أزمة 1958
في العام 1958 نشأت أزمة لبنانية داخلية بين فريقين أحدهما مؤيد لحلف بغداد ومعارض للوحدة المصرية السورية آنذاك وهو بقيادة الرئيس اللبناني آنذاك كميل شمعون، والآخر فريق المعارضة الموالي للوحدة العربية بين سوريا ومصر، وكان للأزمة أبعاد إقليمية بالإضافة إلى الأبعاد اللبنانية الداخلية لارتباط أطرافها بحلف بغداد في عهد رئيس وزراء العراق نوري السعيد من جهة وبالوحدة السورية المصرية المرتبطة بحركة جمال عبد الناصر من جهة أخرى، بالإضافة للبعد الدولي المرتبط مباشرة بالبعد الإقليمي ألا وهو الصراع بين الولايات الأمريكية المتحدة والاتحاد السوفييتي.

### حرب 1967
اندلعت حرب 1967 بين إسرائيل من جانب ومصر وسوريا والأردن من جانب آخر وادت إلى استيلاء إسرائيل على قطاع غزة والضفة الغربية وسيناء وهضبة الجولان. خلفت هذه الحرب شعورًا عربيًا  بالانهزام ما أدى إلى تصاعد نشاط فصائل المقاومة الفلسطينية المعروفة بـ«الفدائيون»، التي كانت قد بدأت عملها منذ الخمسينيات بعد نكبة 1948، انطلاقًا من عدة مناطق ودول عربية مجاورة لإسرائيل. لقيت هذه الفصائل تأييدًا شعبيًا في المخيمات الفلسطينية في لبنان. وكان أول شهيد للمقاومة هو اللبناني خليل عز الدين الجمل الذي اجج الحماس عند اللبنانيين المسلمين لمناصرة العمل الفدائي. ومن تداعيات حرب 1967 كذلك اندلاع حرب الاستنزاف بين مصر وإسرائيل، التي تركت أثرًا على الأوضاع السياسية والاقتصادية في لبنان.

### أزمة 1969 واتفاقية القاهرة
في سنة 1969 نشبت أزمة بين الجيش اللبناني والفصائل الفلسطينية المسلحة، التي كانت قد بدأت بالانتشار في لبنان وتصاعد نشاطها العسكري ضد إسرائيل انطلاقًا من الأراضي اللبنانية. حاول الجيش اللبناني السيطرة على الوضع وضبط تحركات هذه الفصائل، إلا أن الوضع تطور إلى مواجهات عسكرية دفعت دولًا عربية عديدة للتدخل من أجل إيجاد حلّ، خاصة الرئيس المصري جمال عبد الناصر. في 3 تشرين الثاني/نوفمبر 1969، وُقّع «اتفاق القاهرة» بين لبنان ومنظمة التحرير الفلسطينية برعاية مصرية. سمح هذا الاتفاق لمنظمة التحرير بممارسة العمل الفدائي المسلح انطلاقًا من مناطق محددة في جنوب لبنان، وخاصة في منطقة العرقوب ومحيط بلدة كفرشوبا، مع احتفاظ لبنان بسيادته شكليًا ولكن مع تقييد واضح لسلطته الفعلية هناك.
وفي عام 1970، اندلعت مواجهات عنيفة في الأردن بين القوات الأردنية والفصائل الفلسطينية المعروفة بأحداث «أيلول الأسود»، أدت إلى إخراج الفصائل الفلسطينية من الأردن، فانتقلت أعداد كبيرة من المسلحين الفلسطينيين وقياداتهم إلى لبنان، مما أدى إلى تعميق الأزمة الأمنية والسياسية في الساحة اللبنانية.

### حرب 1973 واتفاقية كامب دايفيد
حرب أكتوبر أو حرب تشرين أو حرب يوم الغفران هي حرب دارت بين كل من مصر وسوريا من جانب وإسرائيل من الجانب الآخر في عام 1973م. بدأت الحرب في 6 تشرين الأول 1973 بهجوم مفاجئ من قبل جيشي مصر وسوريا على القوات الإسرائيلية التي كانت مرابطة في سيناء وهضبة الجولان.انتهت الحرب رسميا بالتوقيع على اتفاقية فك الاشتباك في 31 مايو 1974 حيث أذعنت إسرائيل بالموافقة على إعادة مدينة القنيطرة لسوريا وضفة قناة السويس الشرقية لمصر مقابل إبعاد القوات المصرية والسورية من خط الهدنة وتأسيس قوة خاصة للأمم المتحدة لمراقبة تحقيق الاتفاقية.
وبنتجة هذه الحرب، وقعت مصر معاهدة سلام مع إسرائيل في عام 1978، عرفت باتفاقات كامب ديفيد للسلام بين مصر وإسرائيل مع كل من الرؤساء أنور السادات والأمريكي جيمي كارتر ورئيس الوزراء الإسرائيلى مناحيم بيجِن. وهذه المعاهدة جعلت لبنان الساحة الوحيدة التي استخدمها الفلسطينيين لمواجهة إسرائيل.

### حرب السنتين 1975-1977
طالع المقال الكامل للحرب الأهلية لبنانية.
دارت الحرب الأهلية اللبنانية بين عامي 1975 و1990 وبدأت كصراع بين المسيحيين من جهة والفلسطينيين والحركة الوطنية من جهة أخرى. إلا أن الامور تعقدت واخذ الصراع يتغير ويصبح بين الحلفاء أحيانا أخرى. إلا أن أسباب الصراع الحقيقي كان تغيير الواقع الديموغرافي إذ فقد المسيحيون اكثريتهم مما جعل المسلمون يطالبون بالمشاركة الأكبر في الحكم. وانتهت الحرب باتفاقية الطائف التي اقتسمت الحكم مناصفة بين المسلمين والمسيحيين كما أنتقصت من صلاحيات رئيس الجمهورية ووضعتها في مجلس الوزراء مجتمعين.

### إجتياح إسرائيل للبنان 1982
في 6 حزيران 1982، قامت إسرائيل باجتياح لبنان واحتلت بيروت في محاولة لايقاف القوات الفلسطينية من مهاجمة أراضيها. تدخل العالم لايقاف العمليات مما دفع الولايات المتحدة الأمريكية، فرنسا، بريطانيا وإيطاليا لارسال قوت فصل. انتهى الاجتياح بخروج القوات الفلسطينية والسورية من لبنان وتوقيع اتفاقية 17من أيار الذي لم توقع من قبل لبنان وماتت في المهد. وخلال هذه الاجتياح وقعت مذبحة صبرا وشاتيلا والعمليات الانتحارية ضد مواقع المارينز والقوات الفرنسية.

### العودة السورية (1983-2005)
عقب الاجتياح الإسرئيلي، سحب السوريون قواتهم إلى البقاع في صيف 1982 مع خروج القوات الفلسطينية. بعدها انتخب الرئيس امين الجميل إثر اغتيال شقيقه الرئيس المنتخب بشير الجميل يوم 14 سبتمبر 1982. وفي 6 شباط 1983 حصلت انتفاضة 6 شباط/فبراير التي قادها رئيس حركة امل نبيه بري ورئيس الحزب التقدمي الاشتراكي وليد جنبلاط عام 1984 ضد اتفاق 17 أيار. وعادت الفوضى إلى لبنان بالمعارك الجانبية بين الحلفاء والأعداء مثل معارك أمل ضد الفلسطينيين وحزب الله ومعارك أمل والاشتراكيين ضد المرابطون ومعارك امل مع الاشتراكيين مما جعل عودة القوات السورية مطلوبة فدخلت القوات السوري كقوى ردع عام 1987 لإعادة الهدوء إلى المناطق الغربية من بيروت والجبل.

### اتفاق الطائف1989
اتفاق الطائف، هو اتفاق تم التوصل اليه في المملكة العربية السعودية في 30 سبتمبر 1989 في مدينة الطائف. وأنهى هذا الاتفاق الحرب الأهلية اللبنانية، حضره 62 نائباً لبنانياً من أصل 73، 8 من الذين لم يحضروا الاجتماع لم يرتبط تغيبهم بأسباب سياسية وارتبط اسم 3 نواب بالمقاطعة لأسباب سياسية وهم ريمون اده وألبير مخيبر وأميل روحانا صقر.

### الحروب العبثية 1989-1990
في نهاية عهد الرئيس أمين الجميل، كان رئيس الحكومة سليم الحص مستقيلا. وتطبيقا لالدستور اللبناني، استلم قائد الجيش، وكان ميشال عون، رئاسة الحكومة الانتقالية لانتخاب رئيس جمهورية جديد. الآ أن الحص عاد عن استقالته فنشاء وضع غريب بوجود حكومتين في لبنان. واحدة بدعم سوري قوي وأخرى تدعي استقلال القرار اللبناني وذلك بمحاربة السوريين. فأعلن ميشال عون حرب التحرير، بمساعدة القوات اللبنانية التي أدت إلى دمار كبير ونتائج كارثية مما استوجب الاتفاق على انهاء الأعمال العسكرية أو ما سمي باتفاق الطائف. كانت الحرب العبثية الثانية إذ أن القوات اللبنانية بقيادة سمير جعجع رفضت أن تكون الدولة اللبنانية الممثلة بحكومة الجنرال ميشال عون هي صاحبة القرار، فاعترفت باتفاق الطائف وبنتائجه أي انتخاب رئيس جديد للبنان وهو الرئيس رينيه معوض ومع رفض الجنرال عون الاعتراف بالتغيير الجديد شن حرب على القوات اللبنانية.و خاض الجيش اللبناني الموالي لميشال عون حرب ضروس ضد مليشيا القوات اللبنانية، أدت إلى إخراجها من العديد من المناطق التي أصبحت خاضعة لحكم الحكومة الانتقالية بقيادة الجنرال عون وتحت سلطة الجيش اللبناني الموالي له.
وبعد اجتياح الكويت من قبل حزب البعث العراقي، وشرط لمشاركتهم في الحرب ضد العراق، أخذ السوريون الضوء الأخضر في بسط سيطرتهم على لبنان. وفي تشرين الأول 1990، اجتاحت القوات السورية والجيش اللبناني بقيادة اميل لحود المناطق الخاضعة لسلطة ميشال عون ووصلت إلى القصر الجمهوري موقع ميشال عون مما أجبره على الالتجاء إلى السفارة الفرنسية من أجل الحماية. ويعتبر هذا التاريخ نهاية الحرب الأهلية اللبنانية.

## لبنان ما بعد الحرب الأهلية

### الهيمنة السورية
عرفت الفترة الممتدة من 1990 وحتى 2005 بفترة الهيمنة السورية والتي اتسمت بتدخل السوريين بكل تفاصيل الحياة في لبنان وبخاصة تعيين الأشخاص في كل المناصب السياسية والإدارية والأمنية. كما اتسمت باعمال إعادة الإعمار الضخمة وخاصة في وسط بيروت والتي كانت باشراف الرئيس رفيق الحريري. وعادت اجواء الوحدة اللبنانية مع أن الزعماء المسيحيين كانوا في المنفى (أمين الجميل وميشال عون) أو في السجن (سمير جعجع). وخلال هذه الفترة ارتفع الدين العام إلى 40 مليار دولار من دون أن يؤثر على الوضع العام للاقتصاد مما اعتبر باعجوبة اقتصادية.

### المقاومة الإسلامية
وخلال هذه الفترة، كان حزب الله يمتن قواعده الشعبية واستراتجيته العسكرية في مواجهة إسرائيل. وبدعم لا محدود من إيران وسورية، أنشاء قيادة مجموعات عسكرية قامت بتنفيذ العمليات العسكرية ضد الاحتلال الإسرائيلي في جنوب لبنان والبقاع الغربي بجدية وفعالية عالية فيما عرف بالمقاومة الإسلامية. وقامت المقاومة بتوجيه ضربات موجعة للقوات الإسرائيلية في جنوب لبنان والميليشيات العميلة والتي عرفت بميليشيا أنطوان لحد. استطاعت المقاومة الإسلامية أن تواجه عدوانا إسرائيليا واسعا عام 1993 م على كل قرى الجنوب وكانت المعادلة تقضي باستمرار انهمار الصواريخ على شمال فلسطين المحتلة طالما استمر العدوان الإسرائيلي. بعدها وفي عام 96 م حققت المقاومة الإسلامية نصرا آخر بعد عدوان نيسان عندما حاولت إسرائيل تغيير معادلة الصواريخ وبعد عمليات وضربات متوالية اضطر جيش الاحتلال لإخلاء مواقعه في منطقة جزين عام 99 م كمقدمة للاندحار عن جنوب لبنان بشكل شبه كامل عام 2000 م، مع بقاء مزارع شبعا وتلال كفرشوبا وقرية الغجر تحت الاحتلال، واحتفاظها بعدد من الاسرى اللبنانيين وأجساد الشهداء. وفي عام الفين وستة ومع نمو قوة حزب الله العسكرية وتنفيد الأخير لعملية اسر جنديين لمبادلتهما بالاسرى واجساد الشهداء، تذرعت إسرائيل بالعملية وقامت باعتداء غير مسبوق على لبنان مستهدفة المدنيين والبنى التحتية، ودارت حرب لمدة 33 يوما أظهرت خلالها المقاومة تفوقا كبيرا في البر والبحر وصدت الهجوم الإسرائيلي الذي لم يحقق هدفا اعلنه وهو الوصول إلى مياه نهر الليطاني. وبعد 33 يوما انسحبت القوات المعتدية واضطر عدد من القيادات العسكرية إلى الاستقالة وبينهم رئيس الأركان موشيه يعالون، وصولا إلى استقالة رئيس وزراء إسرائيل ايهود اولمرت على خلفية تقرير فينوغراد عن الحرب على لبنان وتبين في خلاصته عدم استعداد الجيش الإسرائيلي للحرب وتضارب القرارات والهزيمة.

### انسحاب إسرائيل من لبنان عام 2000
وفي سنة 2000، أعلن ايهود باراك الانسحاب التام من لبنان وتبع انسحاب الجيش الإسرائيلي جميع القوى اللبنانية المساندة له. وأظهرت المقاومة مسؤولية وانضباطية عالية بحيث عومل سكان المناطق الجنوبية باحترام وإنسانية بخلاف ما كان متوقع مما اكسبها احترام اللبنانيين وبخاصة المسيحيين.

### ثورة الأرز
بعد معارك سياسية بين اللبنانيين والقوى المتحالفة مع سورية، وتمديد فترة حكم رئيس الجمهورية عن طريق ضغط سياسي غير دستوري، اعلنت الأمم التحدة القرار 1559 الذي صدر في شباط 2004 والذي يطالب بانسحاب القوى الاجنبية منه وحل جميع المليشيات اللبنانية ونزع سلاحها. وفي 14 شباط اغتيل الرئيس رفيق الحريري فقامت المظاهرات تطالب بانسحاب القوات السورية وبقيام محكمة دولية لكشف ومعاقبة قاتلي الرئيس الشهيد. حشد حلفاء سورية مظاهرة ضخمة في 8 أذار في لبنان موجهين التحية للمقاومين وللجيش السوري. في المقابل، قام اللبنانيون المناهضون للوجود السوري بمظاهرة مضادة ضخمة هي الأخرى في 14 آذار، أقيمت بما يعرف بساحة الشهداء، ويقدر عدد حضورها بحوالي المليون شخص، اعتبرت هذه المظاهرة الأكبر بالتاريخ من حيث النسمة والكثافة السكانية اجبر السوريين على الانسحاب على اثرها. عرفت هذه الحركة بانتفاضة الأرز. ومن حينها انقسم اللبنانيون إلى فريقين دُعيا بفريق 8 آذار وفريق 14 آذار. وانسحبت القوات السورية في نيسان.

### عمليات الاغتيال
وشهد لبنان بعد خروج السوريين سلسلة من عمليات الاغتيال استهدفت العديد من الشخصيات السياسية والاعلامية والعسكرية اللبنانية المنتمية إلى الخط المعادي لسوريا. كما استشهد العديد من المرافقين أو المارة الابرياء. وقررت الأمم المتحدة إضافة هذه الاغتيالات إلى ملف المحكمة الدولية.

### الحرب الإسرائيلية على لبنان 2006

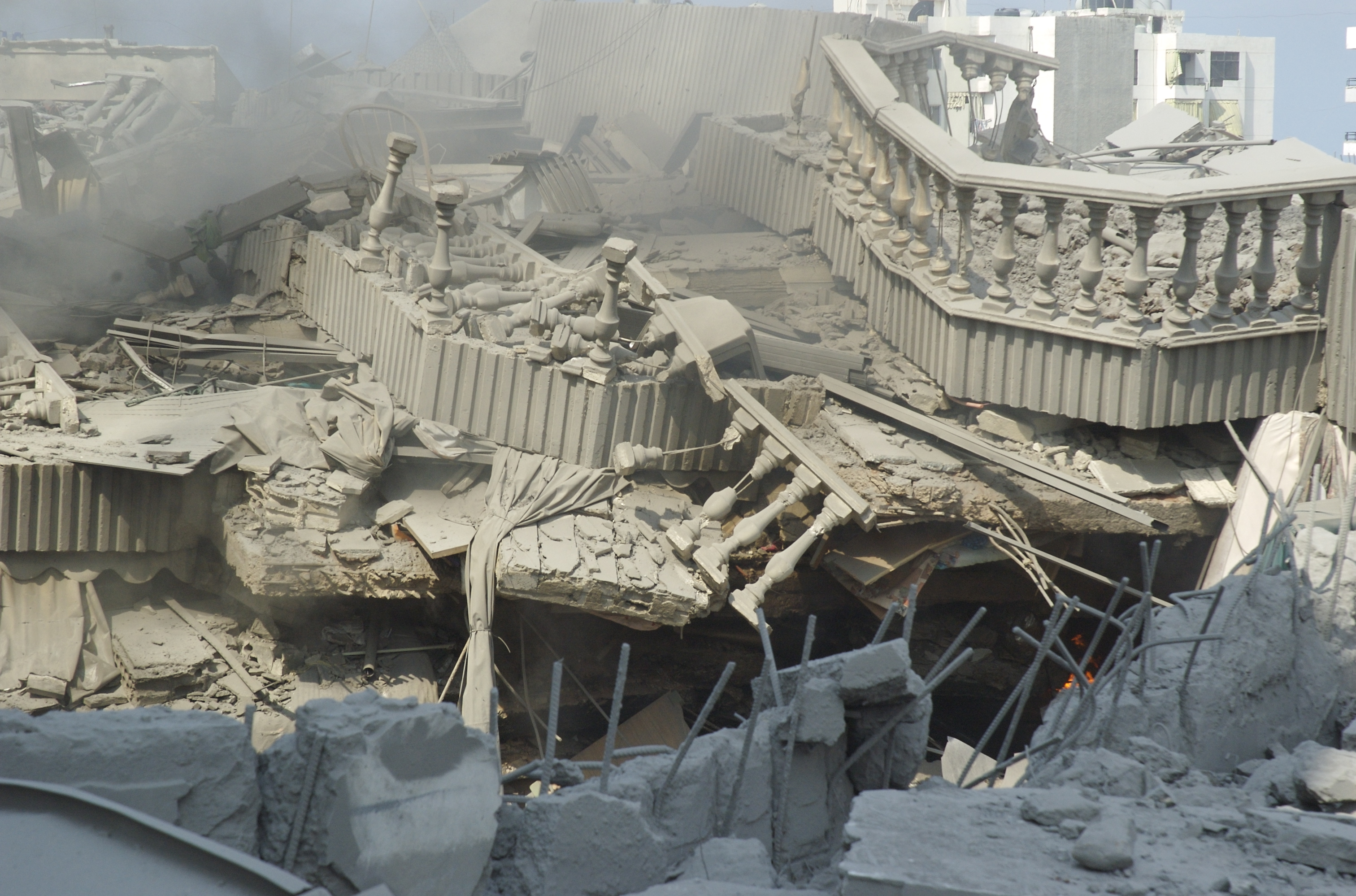
اضرار حرب 2006

في تموز 2006، قام حزب الله بعملية اسر لجنود إسرائيليون فاتخذتها إسرائيل ذريعة لمهاجمة لبنان بهجوم عنيف غير مسبوق دمر معظم البنى التحتية اللبنانية ومعظم الضاحية الجنوبية لبيروت. انتهت الأعمال الحربية بفشل إسرائيل في تحقيق أهدافها بالتخلص من قيادة حزب الله فكان الامر انتصاراً كبيراً للمقاومة وحزب الله وعرف هذا النصر بالنصر الإلهي. وبنتيجة المعارك، توسعت مهام اليونيفل لتشمل كل الجنوب، ودخل الجيش اللبناني إلى كامل مناطق الجنوب وأجبرت المقاومة على الانسحاب إلى شمال نهر الليطاني بفعل قرار الأمم المتحدة رقم 1701.

### معارك نهر البارد
في 20 أيار 2007 كان مخيم نهر البارد، وهو مخيم للاجئين الفلسطينيين شمالي مدينة طرابلس، محور صراع عسكري عنيف بين جماعة فتح الإسلام والقوات المسلحة اللبنانية من جيش وأمن عام. ويعد هذا القتال من أسوأ معارك لبنان الداخلية منذ انتهاء الحرب الاهلية قبل 17 عاماً. استمرت المعارك أكثر من ايار/مايو إلى ايلول/سبتمبر عام 2007 واسفرت عن سقوط نحو 400 قتيل من بينهم 168 عسكريا لبنانيا. وانتهت بالقضاء على المسلحين وتدمير شبه كامل للمخيم.

### احداث السابع من أيار 2008
في يوم 7 أيار من العام 2008 جرت أحداث في العاصمة اللبنانية بيروت وبعض مناطق جبل لبنان بين المعارضة والموالاة. تعتبر ميدانياً الأكثر خطورة وعنفاً منذ انتهاء الحرب الأهلية اللبنانية عام 1990.وكانت إثر صدور قرارين من مجلس الوزراء اللبناني بمصادرة شبكة الاتصالات التابعة لسلاح الإشارة الخاص بحزب الله وإقالة قائد جهاز أمن مطار بيروت الدولي. الأمر الذي اعتبرته المعارضة تجاوزا للبيان الوزاري الذي يدعم المقاومة. ولما كانت الحكومة تعتبر في نظر المعارضة حينها «غير شرعية» بسبب تجاوزها لميثاق العيش المشترك، استعملت القوة لردع الحكومة إلا أنها توقفت بعد إعلان اتفاق الدوحة الذي نص على إقامة حكومة وحدة وطنية وإزالة اعتصام المعارضة من وسط بيروت الذي استمر لأكثر من سنة ونصف لمطالبة الحكومة بالاستقالة وتشكيل حكومة وحدة وطنية، والذي نص اتفاق الطائف على العيش المشترك وضرورة تمثيل الطوائف الكبرى.

### اتفاق الدوحة
اتفاق الدوحة هو الاتفاق الذي توصلت اليه الفصائل اللبنانية يوم الأربعاء 21 مايو 2008 في الدوحة بقطر. وهو يمثل نهاية لـ 18 شهراً من الأزمة السياسية في لبنان شهدت بعض الفترات منها أحداث دامية. وأهم بنود الاتفاق هو انتخاب رئيس جمهورية توافقي، تأليف حكومة وفاقية من المعارضة والموالاة والاتفاق على قيام الانتخابات النيابة في أيار 2009.

### المصالحات
ومع تأليف أول حكومة وحدة وطنية مع الثلث المعطل (أو الضامن)، بدأت في أيلول 2008 مصالحات بين القوى المختلفة بدءا بين الحزب التقدمي الاشتراكي وحزب الله. واتخذ سعد الحريري خطوة باتجاه المصالحة في الشمال ومع حزب الله. واعتذر سمير جعجع من ما حصل في الماضي مما فتح المجال للمصالحة بين المسيحيين.

## وصلات خارجية
- تاريخ لبنان وفرنسا (1997)
- Kamal Salibi, A House of Many Mansions
- تاريخ التشيّع في لبنان - مؤسسة منار الهدى
- الشيعة بين الاجتماع والدولة - هاني فحص
- للبحث عن تاريخنا في لبنان
- الشيعة في لبنان تحت الحكم العثماني - ستيفن ونتر
- شيعة لبنان والمنطلق الحقيقي لتاريخه - الشيخ جعفر المهاجر
- التشيّع في طرابلس وبلاد الشام - علي الإبراهيم الطرابلسي
- تاريخ الشيعة في لبنان وسوريا والجزيرة في القرون الوسطى - محمد حمادة
- تاريخ الشيعة في لبنان - الجزء الأول – الحكم الشيعي في لبنان - سعدون حمادة
- تاريخ الشيعة في لبنان – الجزء الثاني – تهجير الشيعة من جبل لبنان - سعدون حمادة
- أبو ذر وأسطورة نسبة التشيع في جبل عامل إليه - علي حب الله
- التاسيس لتاريخ الشيعة في لبنان وسوريه: أول دراسه علميه علي تاريخ الشيعة في المنطقة - جعفر المهاجر

## إشارات مرجعية
1. ↑  Douka, K. 2011. An Upper Palaeolithic shell scraper from Ksar Akil (Lebanon). Journal of Archaeological Science 38 (2):429-437 نسخة محفوظة 14 مارس 2012 على موقع واي باك مشين.
2. ↑  "Security Council receives Mehlis report; Annan condemns new assassination in Lebanon". UN. 12 ديسمبر 2005. مؤرشف من الأصل في 2016-04-22. اطلع عليه بتاريخ 2012-08-14.
3. ↑  "Hezbollah and allies topple Lebanese unity government". BBC. 12 يناير 2011. مؤرشف من الأصل في 2018-07-12. اطلع عليه بتاريخ 2011-01-12.
4. ↑  اماكن تواجد الإنسان النياندرتالي نسخة محفوظة 22 مارس 2011 على موقع واي باك مشين.
5. ↑  أنيس فريحة، معجم أسماء المدن والقرى اللبنانية، مكتبة لبنان، طبعة 4، 1996
6. ↑  Profile of Lebanon نسخة محفوظة 17 مارس 2018 على موقع واي باك مشين.
7. ↑  وينكلر، رسائل تل العمارنة، برلين، 1896
8. ↑  History of Egypt from the Earliest Time to the Persian Conquest, جيمس هنري برستد, p. 216, republished 2003, ISBN 0-7661-7720-3
9. ↑  الاسكندر وحصار صور نسخة محفوظة 02 مايو 2014 على موقع واي باك مشين. [وصلة مكسورة]
10. ↑  محمد جابر آل صفا : تاريخ جبل عامل، بيروت، دار متن اللغة (د. ت)، ص 25
11. ↑  هنري لامنس، تسريح الأبصار
12. ↑  يوسف دربان، البراهين الراهنة في أصل المردة والجراجمة والموارنة، ردار ومكتبة بيبليون
13. ↑  السيد محسن الأمين : خطط جبل عامل، ص 65-66
14. ↑  الموارنة وروما نسخة محفوظة 02 مايو 2014 على موقع واي باك مشين. [وصلة مكسورة]
15. ↑  الثورة الشيعية في لبنان، سعدون حمادة، دار النهار، الطبعة الأولي2012، ص 255.
16. ↑  مفاكهة الخلان، إبن طولون، ص 163.
17. ↑  تاريخ بعلبك، د. حسن عباس نصر الله، مؤسسة الوفاء بيروت، ج أول، طبعة 1987م، ص 226.
18. ↑  تاريخ الشيعة في لبنان، سعدون حمادة، دار الخيال، طبعة ثانية 2013، مجلد1، ص 245
19. ↑  تاريخ الشيعة في لبنان، سعدون حمادة، دار الخيال، طبعة ثانية2013، مجلد أول، ص 243.
20. ↑  تاريخ بعلبك، ألوف، ص 86.
21. ↑  أعيان الشيعة، السيد محسن الأمين، الجزء السابع، ص 272.
22. ↑  تاريخ الشيعة في لبنان، سعدون حمادة، دار الخيال، طبعة ثانية 2013، ج1، ص 258.
23. ↑  THE SHIITES OF LEBANON UNDER OTTOMAN RULE (1516 -1718), STEFAN WINTER, CAMBRIDGE UNlVERSITY PRESS, 2010, Page 43&42
24. ↑  تاريخ الشيعة في لبنان، سعدون حمادة، دار الخيال، طبعة ثانية 2013، ج1، ص 305، الدويهي، ص 571.
25. ↑  لبنان في القرن السادس عشر، عصام خليفة، جدول الجباية في بعض النواحي اللبنانية، ص 61.، تاريخ الشيعة، مرجع سابق، ص 374.
26. ↑  لبنان، مباحث علمية وإجتماعية، الجزء الأول، لجنة من الأدباء بهمة إسماعيل حقي بك متصرف جبل لبنان والمؤرخ هو الأب بولس نجيم، 1931م - تاريخ الشيعة في لبنان، سعدون حمادة، دار الخيال، طبعة ثانية 2013، مجلد1، ص 374.
27. ↑  أطروحة الدكتوراة باللغة الإنجليزية، ستيفن ونتر، جامعة شيكاغو، 2002.الإمارات الشيعية في سوريا العثمانية، تاريخ الشيعة في لبنان، سعدون حمادة، طبعة ثانية 2013، مجلد 1، ص 7و 8.
28. ↑  ستيفان ونتر، جامعة شيكاغو - 2002، تاريخ تنورين، شربل داغر، ص 143.، تاريخ الشيعة في لبنان، سعدون حمادة، دار الخيال، طبعة ثانية 2013، مجلد1، ص 12.
29. ↑  ثورة الفلاحين وحوادث 1860 نسخة محفوظة 04 مارس 2016 على موقع واي باك مشين.
30. ↑  أحمد جمال باشا، اكتشف سوريا، 20 يناير 2011. نسخة محفوظة 06 مارس 2018 على موقع واي باك مشين.
31. ↑  طوائف لبنان..والمشي فوق الألغام نسخة محفوظة 12 أكتوبر 2016 على موقع واي باك مشين.
32. ↑  آل الصلح صنعوا استقلال لبنان بانفصالهم عن سورية [وصلة مكسورة] نسخة محفوظة 6 ديسمبر 2007 على موقع واي باك مشين.
33. ↑  نص قرار مجلس الأمن رقم 1559 - موقع الجزيرة نسخة محفوظة 27 أكتوبر 2009 على موقع واي باك مشين.